# Рудольф Пріч
Рудольф Пріч (пол. Rudolf Prich; 6 серпня 1881, Опава, Австро-Угорщина — 1940, СРСР) — польський військовий діяч, генерал дивізії (1928). Учасник Другої світової війни. Розстріляний органами НКВС СРСР разом з іншими польськими військовополонениними у Катині. 

## Біографія
Із 1902 року служив в армії Австро-Угорщини. Учасник Першої світової війни. Із 1914 року — капітан Генерального штабу, із 1916 року — майор Генерального штабу. Із 25 липня 1918 року очолював 20-й відліл військового міністерства Австро-Угорщини. 
У 1919 році у званні підполковника вступив до Війська Польського. Під час українсько-польської війни був начальником штабу Головного командування округу «Львів». Із 15 квітня 1920 року очолював 1-й відліл Штабу Військового міністерства Польщі, 29 травня того ж року отримав звання полковника. У 1922-1923 роках командував 26-ю піхотною дивізією, у 1923-1926 роках очолював Армійський експериментальний навчальний центр у Рембертуві. У 1925 році отримав звання бригадного генерала. 
У 1926-1935 роках очолював артилерійський навчальний центр у Торуні, із 1928 року — генерал дивізії. У 1935 році вийшов у відставку і поселився у Львові. 
11 вересня 1939 року генералом Казимиром Соснковським був призначений командувачем оборони Львівського району від Рави-Руської до Дністра. Брав участь в обороні Львова від німців. Арештований органами НКВС СРСР і розстріляний у Катині навесні 1940 року. Точне місце і обставини смерті до кінця невідомі. 

## Нагороди
- Командорський хрест ордена Відродження Польщі (10 листопада 1933)
- Офіцерський хрест ордена Відродження Польщі (2 травня 1922)
- Золотий Хрест Заслуги (10 листопада 1928)
- Пам'ятна медаль за війну 1918–1921 рр.
- Медаль «Десята річниця відновлення незалежності»
- Великий офіцер ордена Трьох зірок (1927, Латвія)
- Командор із зіркою ордена Білого Лева (1932, Чехословаччина)
- Кавалер ордена Почесного легіону (1921, Франція)
- Орден Залізної Корони 3-го ступеня з бойовими відзнаками (Австро-Угорщина, до 1916) і з мечами (до 1918)
- Хрест Військової Заслуги 3 класу з бойовими відзнаками (Австро-Угорщина, до 1916)
- Срібна медаль «За бойові заслуги» на стрічці Хреста бойової заслуги (Австро-Угорщина, до 1918 р.)
- Бронзова медаль «За бойові заслуги» на стрічці Хреста бойової заслуги (Австро-Угорщина, до 1916 р.)
- Бронзова медаль «За бойові заслуги» на червоній стрічці (Австро-Угорщина, до 1916 р.)
- Військовий ювілейний хрест (Австро-Угорщина, до 1916 р.)